# Pizzo Lucendro
Der Pizzo Lucendro ist ein Berg im Gotthardmassiv in den Schweizer Alpen.
Er hat eine Höhe von 2963 m ü. M. und liegt vier Kilometer südwestlich des Gotthardpasses. Auf seinem Gipfel stossen die Gemeindegebiete von Airolo, Bedretto (Kanton Tessin) und Realp (Kanton Uri) zusammen.
Der Berg ist vom Passo di Lucendro her erreichbar. Seine westliche Nachbarspitze ist der Pizzo di Fieudo.

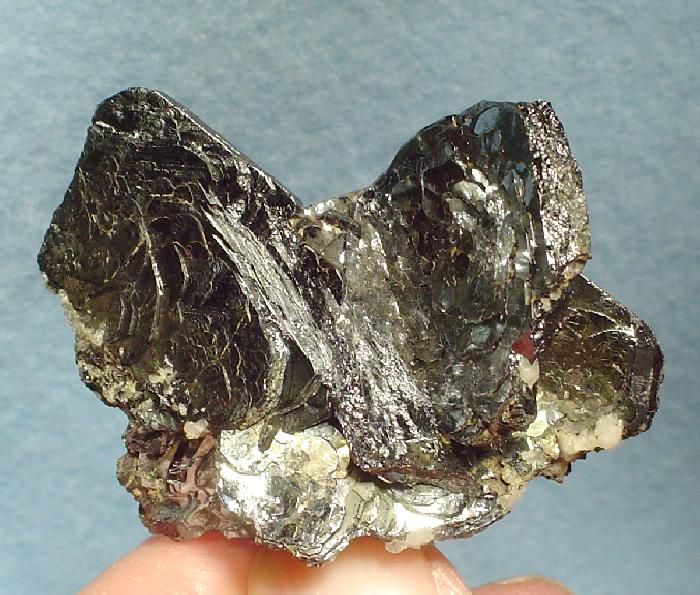
Hämatit vom Pizzo Lucendro